# Photedes tincta
Photedes tincta är en fjärilsart som beskrevs av Kane 1895. Photedes tincta ingår i släktet Photedes och familjen nattflyn. Inga underarter finns listade i Catalogue of Life.